# 反獨立學院轉設職業本科運動
反独立学院转设职业本科運動是自2021年6月4日起爆發的中國學生運動。此運動主要發起者為江浙地方（江蘇、浙江）獨立学院的學生，目標是阻止江蘇省教育廳與浙江省教育廳推行独立学院改制政策，並反對將独立学院與職業院校合并爲本科层次职业学校。學生以示威、集會、罷課，向江浙地方政府與獨立學院高層抗議改制政策。另除江浙地方以外，山东、江西、湖南、甘肃、山西、天津等地皆有學生響應該運動。本次運動發起時正值1989年北京學運的32周年紀念日。

## 事件背景

### 职业教育新政策
“獨立院校”前身為20世紀90年代中國大陸一些公立大學内部设立以民办形式运作的二级学院。2003年，中國教育部将独立学院界定为“由普通本科高校按新机制、新模式举办的本科层次的二级学院”以及“一些普通本科高校按公办机制和模式建立的二级学院、分校或其它类似的二级办学机构不属此范畴”。
2014年3月，时任中华人民共和国教育部副部长鲁昕出席2014年中国发展高层论坛表示，中国大陆的职业教育是断头桥，学制较短，且难以攻读更高学位，教育主管部门希望搭建人才培养的“立交桥”，让学生可以从中等职业教育直通专科教育、本科教育、专业硕士甚至专业博士，拟推动600多所本科院校转做职业教育。6月，教育部等六部委印发《现代职业教育体系建设规划（2014-2020年）》，该规划文件称，鼓励独立学院转设为独立设置的学校时定位为应用技术类型高校。2018年，教育部批准了一批高职院校转设为职业技术大学。

### 转设計劃
2020年5月，中華人民共和國教育部頒佈《关于加快推进独立学院转设工作的实施方案》要求各独立学院到2020年末制定转设工作方案，要求各獨立學院針對該學院不同情況，转为民辦、转为公辦或停止招生。12月，教育部发展规划司时任司长刘昌亚表示，教育部正在推动2000年以后新设立的本科学校转型发展为应用型高等学校，而一部分学校正跟高职学校进行结对、合并，转设为职业技术大学。
2020年5月，江蘇、浙江兩省教育廳提交改制方案；其中江蘇政府將江苏大学京江学院与江苏农林职业技术学院合并爲江苏农林职业技术大学、南京师范大学泰州学院与江苏农牧科技职业学院合并爲江苏农牧科技职业技术大学、南京师范大学中北学院与江苏经贸职业技术学院合并為南京经贸职业技术大学、南通大学杏林学院与江苏工程职业技术学院合并爲南京工程职业技术大学、南京中医药大学翰林学院与江苏医药职业学院合并爲江苏医科职业技术大学；學生担心，原本普通本科學歷“降格”為职业本科學歷，影响就業、报考研究生等机会，認為不公平。

## 運動過程

### 浙江
在2021年6月4日，教育部公布《关于拟同意设置本科高等学校的公示》，宣布计划将13所独立学院转设成职业技术大学。同日浙江工業大學之江學院学生在校内發起運動，拉起橫幅上書“公办普本，别的免谈”“之江学子绝不低头，改名换姓不能接受”“拒绝职本，还我普本”等口号在校内游行示威。稍後於6月6日，陆续发生抗议運動的还有杭州电子科技大学信息工程学院、浙江财经大学东方学院、浙江工商大学杭州商学院、中国计量大学现代科技学院等。次日，浙江省教育廳對學潮作出妥協，宣佈將暂停轉設工作。而部分示威者则认为这只是浙江教育厅有意拖延，6月8日开始仍然举起写有“拒绝学校私自转设”“要么普本！要么停办”的横幅继续示威，并提出“追究打人警察的责任”的诉求。

### 江蘇
2021年6月6日，江蘇南京師範大學中北學院學生於當地時間下午發起運動抗議轉設方案；江蘇教育廳於6月7日發表聲明，稱根據國家教育局5月發布「獨立學院轉設方案」，要對「校中校」獨立學院（沒有社會合作方，僅由高校舉辦）探索「省內高職高專教育資源合併轉設」，亦即將獨立學院和高職學校或高等專科學校合併成為「本科層次職業學校」。同日，五所面臨轉設之院校學生作出回應，並於新浪微博發表“五校聯合聲明”，稱學生決不接受教育廳的“降級轉設”工作，並繼續校内的示威運動。当天，南京师范大学中北学院校园内大批警员与学生发生冲突。有学生打出写有“拒绝职本，还我本科！”等标语的横幅。部分学生被警察逮捕。
6月8日，江苏省丹阳市公安局在其官方微博丹阳警方在线（页面存档备份，存于）通報並對“暴力執法”的質疑作出回應；6月6日下午，南京师范大学中北学院部分学生因对独立学院与高职院校合并转设工作不满，在校内长时间聚集，并将前来做解释说明工作的学院院长常青扣留限制其人身自由达30余小时，公安机关依法采取必要手段将被困人员带离，正在调查该起事件涉及的违法行为。
稍後中國大陸有部分媒體（如頭條新聞與觀察者網）報道這一事件時引用了丹陽警方通報，然而网络輿論不乏有學生及支持運動者留言批評，認爲其“缺乏公正性與真實”並回應丹陽警方“院長是自願留下陪我們直到訴求被聽到”，另有网络流傳圖片顯示當時常青與學生席地而坐，神態輕鬆。

### 山西
繼江浙兩地爆發學潮后，山西省各獨立院校學生也陸續發起運動；如山西大學商務學院學生于6月10日發起示威集會，要求山西省教育廳及當局立刻終止轉設工作。有社交媒體如推特流傳出影片，顯示現場發生警民衝突。另有學生抗議警方暴力執法。在相關人員到達學院解釋政策后，學生們表示不接受相關單位的解釋，並齊聲高喊“罷課”。

## 影响与反应

### 浙江省教育廳
浙江省人民政府教育廳於6月5日官網頒佈《浙江省教育厅关于独立学院转设有关情况的通告》；
经研究决定，浙江省全面暂停独立学院与职业院校合并转设为职业技术大学的工作。根据教育部办公厅《关于加快推进独立学院转设工作的实施方案》（教发厅〔2020〕2号）、浙江省教育厅等六部门《关于推进全省独立学院转设工作的指导意见》（浙教规〔2020〕38号）精神，按照“老人老办法，新人新办法”原则，对以独立学院名义招生录取的在校学生，凡符合毕业条件和学位授予条件的，毕业证、学位证均以独立学院具名用印。学信网上的个人信息与招生录取学籍注册时信息一致。我厅和各有关高校将认真听取广大师生对独立学院转设的意见建议。
次日，各已有轉設目標的獨立學院也相继宣布終止独立学院与职校合并转设。

### 江蘇省教育廳
在浙江省教育廳頒佈通告后，江蘇省教育廳也在6月7日晚於官網頒佈通告；
经研究决定，江苏省暂停独立学院与高职院校合并转设工作。
隨後，面臨改制的五所獨立學院也相繼宣佈終止與職校合并事項。

### 警方
根據江苏公安局的公告，警方“多次向学生喊话警告，开展法律宣传，但遭到一些学生的围攻谩骂、阻碍执法”，并指控示威者对常青的扣留。但有示威者回应称「學生沒有任何傷害常青校長的行為」。有報道與現場目擊者指警察将学生按倒在地，殴打至头破血流，向眼睛喷洒辣椒水，拉扯女生头发，用警棍围攻等，部分示威者要求當局追究警察责任。

### 輿論
微博、推特等上依旧有学生在进行抗议，表示“暂停转设”不等于“终止转设”，要求其院校停止转设工作。
部分网友对学生表示支持，认为学生是在正当维权；持反对意见网友则批评学生采取包括扣留常青在内的激进做法。学生中有人曾被证实在2019年批评香港反送中运动的示威者并支持香港警察对其武力镇压，有部分支持反送中的网友因而仿效这些学生在当年看待反送中运动的态度，讽刺其“示威活动可能被境外敌对势力介入”，并戲称抗议学生为“废青”、“暴徒”等，支持浙江警方“依法执法、稳定社会秩序”，并开始传播“我支持中国公安，你们可以打我了”、“我支持南京警察，你们可以打他们了”等类似的口号（改编自付国豪在2019年被袭击时所说的名言）。

### 學術界
上海交通大學教授熊丙奇發表文章，認為独立学院合并高职院校成为职业技术大学是转设路径之一，但学生和家长对职业教育的认可度低，认为独立院校转身职业技术大学是“降格”，其根本原因在于职业教育低人一等的问题客观存在，90%的高校客观上应该进行职业教育以满足社会人才需要，专业硕士本身也属于职业教育序列，但是没有高校愿意坚持职业教育定位，本质原因是因为中国大陆采取层次教育的方式发展职业教育，职业教育遭到了普遍的污名化，各地政府教育部门也以类似思维配置教育资源，客观上歧视、矮化职业教育，学生、家长对职校也颇有恐慌。
原北京大学经济学院教授、美国卡托研究所客座研究员夏业良认为“如果人家考试的时候，人家进去的是一个普通的本科学校，结果毕业的时候你告诉人家，你说‘我现在变成职业学院了’，那么这样的学生的预期、家长的预期，还有他的经济投入，和他们未来的产出不相符了，感觉受到欺骗，上当了对不对？我看到网上流传的那些视频，警察在教室、阶梯式教室里边就用警棍，他们自己带着盾牌，学生是手无寸铁，什么都没有，他们拿着盾牌、他们拿着警棍去对付学生，所以共产党在这个方面比旧时代的军阀还要暴力，这个是非常无耻的一种做法。那你怎么补偿我？从经济上怎么补偿我是吧？还有精神上的损害呢？还有一些一生中的缺憾，是无法弥补的”。
原上海工程技术大学教师顾国平认为，学生运动已经取得阶段性胜利，中国政府应尽量避免暴力，“几十年的洗脑教育都白废了，一下子让他们清醒了，就像前两年打压退役军人。你采用原始的镇压手段，坦克、机关枪是行不通的。你越用暴力，亡得越快。国际国内矛盾这么紧张，一旦爆发，一下子就垮台……不管你是本科、专科，还是职校，总之一点，一定要有独立思考的能力，一定要有个性，不能做一个温顺、服从的机器人，你是一个活生生的人”。
芝加哥大学政治学教授杨大利认为“这些学生在入学前有一定预期，但是现在政策的变化却损害了他们的利益，所以他们才团结起来反抗政策的改变”。

### 維權人士與持不同政見者
滕彪认为“表面上教育厅做出了一些让步，但中共首先考虑的并不是学生的权利，或是一些法律政策的合理性和合法性。”他表示：“中共为了维稳的需要，他们很可能考虑到了7月1日建党一百周年乃至接下来的10月1日国庆节。”他同时提到“之前的经验表明，无论是中央政府，还是地方政府，他（当权者，下同）可能会做出一些让步或是一些妥协，但他仍然会已某种方式继续推行这个政策。中共对于一些组织者、参与者和积极的活跃分子会进行秋后算账”。。
巴丢草认为“即便很多学生都有所谓的爱国主义的思潮，之前也发表过粉红言论，我觉得这跟他们现在的抗争没有很大关系，粉红就没有人权吗？粉红就没有权利去抗争吗？作为一个支持人权、支持维权的人，你就应该支持他们的行动”。